# Tagitsuhime
Tagitsuhime est l'une des trois divinités féminines dans la mythologie japonaise. Elle est née d'un rituel appelé ukei, un procès par serment, impliquant les divinités Amaterasu et Susanoo. Dans le cadre de ce rituel, Amaterasu a brisé l'épée de Susanoo en morceaux, a lavé les fragments dans le Vrai Puits du Ciel, les a mâchés, puis les a expulsés. Tagitsuhime est apparue à la suite de ce processus.
La naissance de trois divinités féminines issues de ce procès était considérée comme une preuve de l'honnêteté de Susanoo. À la suite de cet événement, Amaterasu ordonna aux trois divinités de descendre sur Terre. Là, le clan Munakata et le clan Minuma ont construit des sanctuaires pour eux dans la Province de Tsukushi, maintenant dans la zone autour de la préfecture de Fukuoka. Elles sont devenues connues comme les trois déesses de Munakata (宗像三女神, Munakata Sanjojin)
Elle a été déplacée du sanctuaire de Tashima à Munakata Taisha, de sorte que ce sanctuaire s'appelle Moto-Munakata,[page à préciser].
Actuellement, Tagitsuhime est vénéré à Nakatsugū, qui est l'un des trois sanctuaires du complexe du sanctuaire Munakata Taisha. Ces trois déesses sont considérées comme protectrices des voyageurs océaniques, notamment dans la Mer de Genkai.

## Voir également
- Clan Munakata